# Leon Piasecki
Leon Piasecki SDB (ur. 26 marca 1889 w Pyszącej, zm. 10 września 1957) – polski duchowny rzymskokatolicki, teolog, salezjanin, misjonarz.

## Życiorys
Syn Wojciecha i Marii z domu Osińskiej. Chrztu św. udzielił mu ks. Piotr Wawrzyniak w parafii Wniebowzięcia Najświętszej Marii Panny w Śremie. W 1908 został przyjęty do gimnazjum salezjanów w Daszawie, po trzech latach rok uczył się w Oświęcimiu, po czym 20 lipca 1912 rozpoczął nowicjat w Radnej (późniejsza Jugosławia). 15 sierpnia 1913 złożył śluby czasowe. Po nauce w Radnej, w 1916 zdał maturę w Białej oraz złożył śluby wieczyste. Podczas I wojny światowej przebywał w domu rodzinnym po zwolnieniu z wcześniejszego powołania do armii Cesarstwa Niemieckiego. Po wojnie uczył się nadal w Oświęcimiu. 14 czerwca 1919 otrzymał święcenia niższe. Następnie studiował teologię w Foglizzo we Włoszech, gdzie otrzymał subdiakonat i diakonat. Po powrocie do Polski 21 czerwca 1921 otrzymał sakrament święceń. Następnie złożył podanie o wysłanie na misje i 19 sierpnia 1922 został skierowany do Indii.
Od 1923 do 1940 pracował w miejscowości Guwahati w stanie Asam w dolinie rzeki Brahmaputra oraz w Dibrugarh. Podczas swojego pobytu prowadził korespondencję z Polską nadsyłając doniesienia na temat swojej pracy, które publikowano w prasie. Ponadto w Indiach wydawany był periodyk „Wiadomości Salezjańskie”. W trakcie swojej pracy jeden raz został wysłany na urlop, podczas której w 1933 odwiedził ojczyznę i rodzinny dom. Podczas II wojny światowej i przystąpieniu Włoch do działań po stronie III Rzeszy w 1940, Leon Piasecki wraz z innymi salezjanami w Indiach został internowany przez Brytyjczyków i od tego czasu działał w Kalkucie. Po wojnie pracował w Bandel, od 1953 w Sonada, gdzie istniało seminarium. Od października 1955 posługiwał w Dum Duma ok. 80 km od Dibrugarh. We wrześniu 1957 został skierowany do Digboi, gdzie zmarł. 10 września 1957 jadąc rowerem został najechany przez ciężarówkę, po czym zmarł w wyniku odniesionych obrażeń.
11 września 1957 został pochowany przy katedrze Najświętszego Serca w Dibrugarh, której budowę wcześniej prowadził przez 18 lat. W okresie swojej pracy misyjnej w Indiach przyczynił się do powstania sześciu kaplic, kościoła i sierocińca.
11 listopada 1937 otrzymał Krzyż Oficerski Orderu Odrodzenia Polski.
Dwie siostry Leona Piaseckiego także wstąpiły do zakonu.